# Локалізація аварій магістрального газопроводу

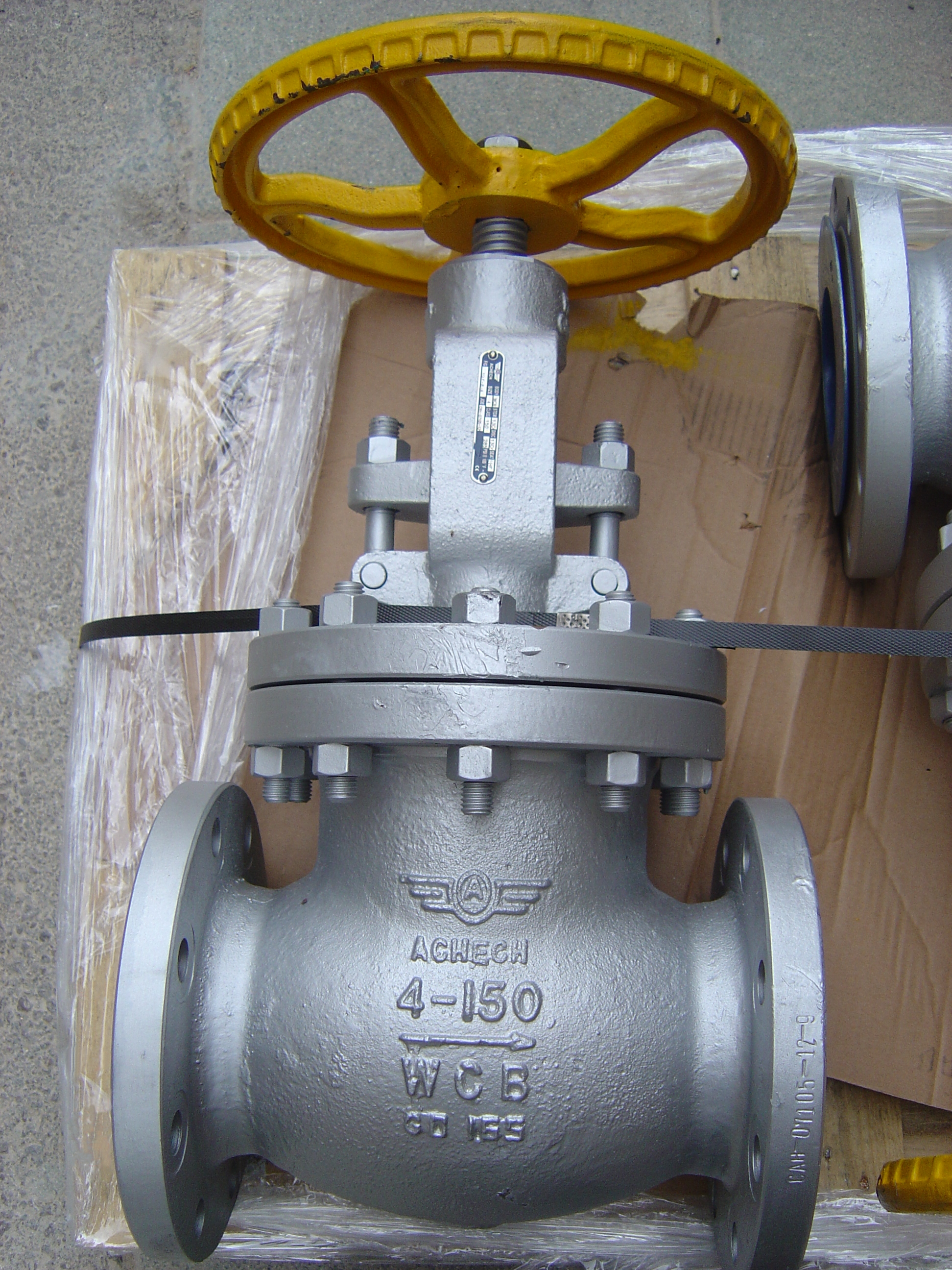
Стальний перекривний (запірний) клапан з ручним керуванням

Локалізація аварій магістрального газопроводу (рос. локализация аварий на магистральном газопроводе; англ. gas main emergency localization, нім. Havarielokalisation f der magistralen Gasleitung) — дія на запірну арматуру з метою відключення пошкодженої ділянки магістрального газопроводу.